# Albotricha agrostina
Albotricha agrostina är en svampart som först beskrevs av Peck, och fick sitt nu gällande namn av Raitv. 2004. Albotricha agrostina ingår i släktet Albotricha och familjen Hyaloscyphaceae.   Inga underarter finns listade i Catalogue of Life.